# بیبی دال
بِیبی دال (به انگلیسی: Baby Doll) فیلمی ۱۱۴ دقیقه‌ای به کارگردانی الیا کازان با بازی کارل مالدن محصول سال ۱۹۵۶ کشور ایالات متحدهٔ آمریکا است.

## خلاصه داستان
«آرچی» میانسال به همراه همسر نوزده ساله اش نزدیک به دو سال است که ازدواج کرده‌اند. ازدواج آنها بر اساس عشق نبوده اما هر دو چیزی را که از هم انتظار دارند برآورده می‌کنند. فیلم داستان زندگی این دو را روایت می‌کند…

## جوایز
این فیلم کاندیدای ۴ اسکار (کاندیدای اسکار بهترین فیلمبرداری-کاندیدای اسکار بهترین فیلمنامه-کاندیدای اسکار بهترین بازیگر نقش مکمل زن-کاندیدای اسکار بهترین بازیگر نقش اول زن) در سال ۱۹۵۷ شد.